# Bingo (Burkina Faso)
Bingo ist sowohl eine Gemeinde (französisch commune rurale) als auch ein dasselbe Gebiet umfassendes Departement im westafrikanischen Staat Burkina Faso, in der Region Centre-Ouest und der Provinz Boulkiemdé. Die Gemeinde hat in elf Dörfern 15.857 Einwohner.